# La Creu de la Carbassa
La Creu de la Carbassa és una muntanya de 648 metres que es troba al municipi de Sagàs, a la comarca catalana del Berguedà.